# 学术写作
学术写作是一種非虛構作品寫作，這類作品主要是學術類文字作品，而且作者在寫作時還要遵循每个学科的學術规范。包括理論研究型論文、實驗結果匯報、檔案分析論文、學術文獻、自然科学或社会科学领域的田野调查報告、本科教材在內的作品都屬於學術寫作作品。許多人在創作此類作品時還要參考同類作品，並且將參考的書目列出來，製成參考文獻列在章節或書本的最後。